# 今治彦
今治彦（日语：／ Kon Haruhiko，1910年8月17日—？），生于东京都，日本男子曲棍球运动员，毕业于早稻田大学。他曾代表日本国家队参加1932年夏季奥林匹克运动会曲棍球比赛，获得一枚银牌。